# Tor Henning Hamre
Tor Henning Hamre (* 4. April 1979 in Flekkefjord) ist ein ehemaliger norwegischer Fußballspieler, der als Mittelstürmer zum Einsatz kam. Er beendete seine Karriere 2006 im Alter von 28 Jahren aufgrund fehlender Motivation. Zuletzt stand Hamre bei Herfølge BK in Dänemark unter Vertrag. Seine erfolgreichste Zeit hatte er in Estland, wo er in der Spielzeit 2003 mit 39 Toren Torschützenkönig wurde und in den Jahren 2002 und 2003 jeweils zweimal die Estnische Meisterschaft sowie den Supercup gewinnen konnte.

## Karriere
Tor Henning Hamre wurde in Flekkefjord, einem Teil der südlichsten Provinz Norwegens Vest-Agder, geboren. Er spielte in seiner Heimatregion zuerst bei Kvinesdal Idrettslag, bevor er zum FK Mandalskameratene kam. Nach zwei Spielzeiten wechselte der Stürmer zum FC Flora Tallinn in die estnische Meistriliiga. Dort unterschrieb er einen Vertrag über drei Jahre. In seiner ersten Spielzeit 2002 wurde er mit dem Verein Meister und erzielte 23 Tore. In der folgenden Saison 2003 konnte er mit dem Hauptstadtklub den Titel aus dem Vorjahr verteidigen und wurde mit 39 Toren erfolgreichster Schütze vor Andrei Krõlov. Allein sieben Tore konnte der Norweger beim 17:0 gegen den FC Kuressaare erzielen. Der hohe Kantersieg ist bis heute Rekord, die sieben Tore in einem Spiel wurden erst in der Spielzeit 2011 durch den Letten Aleksandrs Čekulajevs eingestellt, der gegen Ajax Lasnamäe ebenso oft ins gegnerische Tor traf. Die Marke von 39 Toren wurde 2005 durch Tarmo Neemelo (41 Tore) und Aleksandrs Čekulajevs 2011 (46 Tore) übertroffen. Durch die Treffsicherheit wurden andere Vereine auf ihn aufmerksam, darunter Örebro SK und OSC Lille. Schließlich unterschrieb er einen Vertrag bei Vålerenga Oslo aus der Tippeligaen, der höchsten Spielklasse in Norwegen. Der Vertrag lief zunächst bis Mai; mit Hamre kam auch der estnische Nationalspieler Kristen Viikmäe von Flora Tallinn zum mehrfachen norwegischen Titelträger. Nach einer Saison und fünf Einsätzen verließ er den Verein und kehrte zum FK Mandalskameratene zurück. Im Jahr 2006 spielte er für den dänischen Verein Herfølge BK, bevor er seine Karriere beendete.

## Erfolge
- Torschützenkönig in Estland: 2003 (39 Tore)
- Estnischer Meister: 2002, 2003
- Estnischer Supercup: 2002, 2003